# Holzkanone

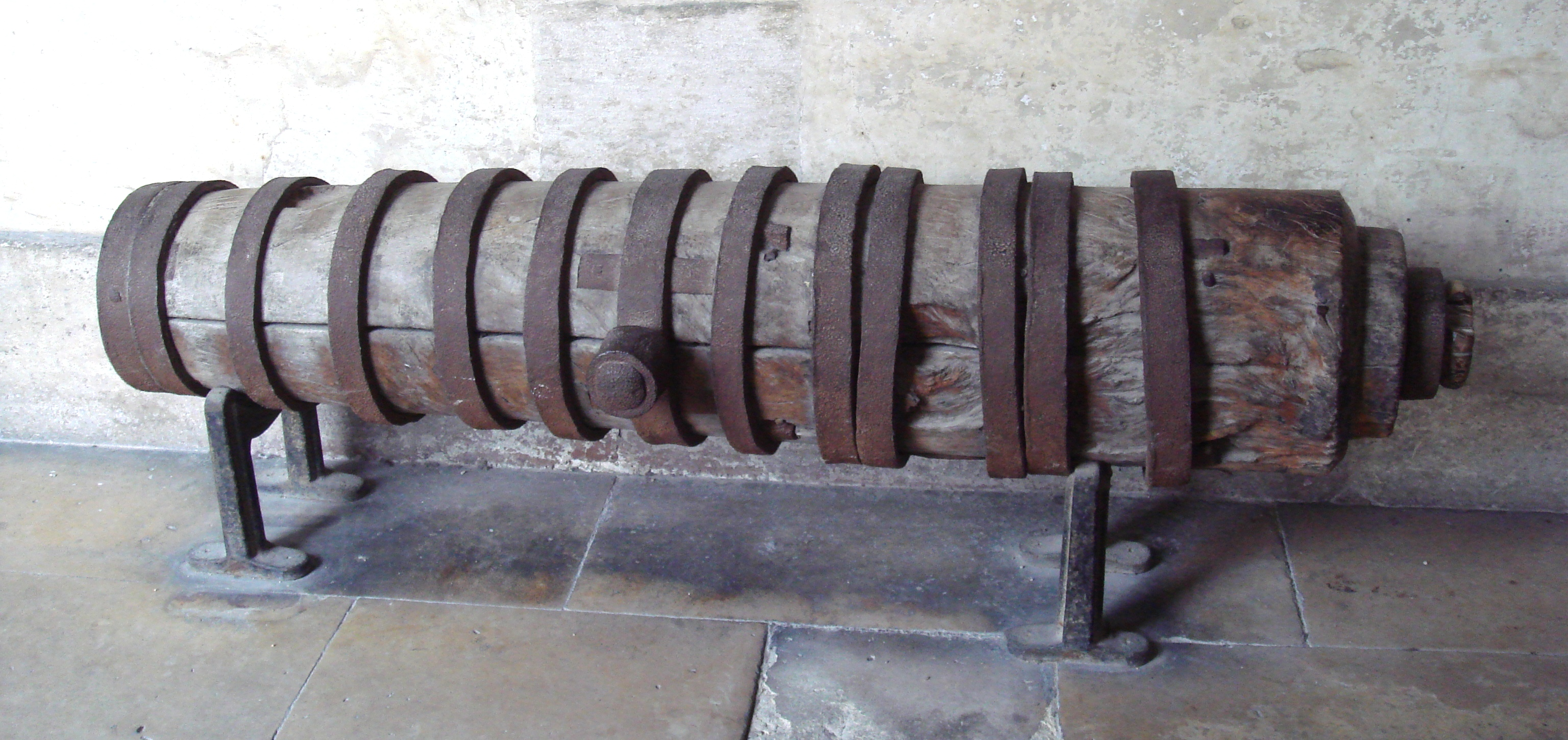
Vietnamesische hölzerne Kanone, die 1862 von den Franzosen erbeutet wurde (Exponat im Musée de l’Armée, Paris).

Eine Holzkanone ist eine behelfsmäßige, primitive Form der Kanone. Neben tatsächlich funktionierenden hölzernen Geschützen wurden aus Holz auch Kanonenattrappen hergestellt, die entweder zur Irreführung des Feindes oder als Übungswaffen dienten.

## Hölzerne Kanonen als Kriegswaffen

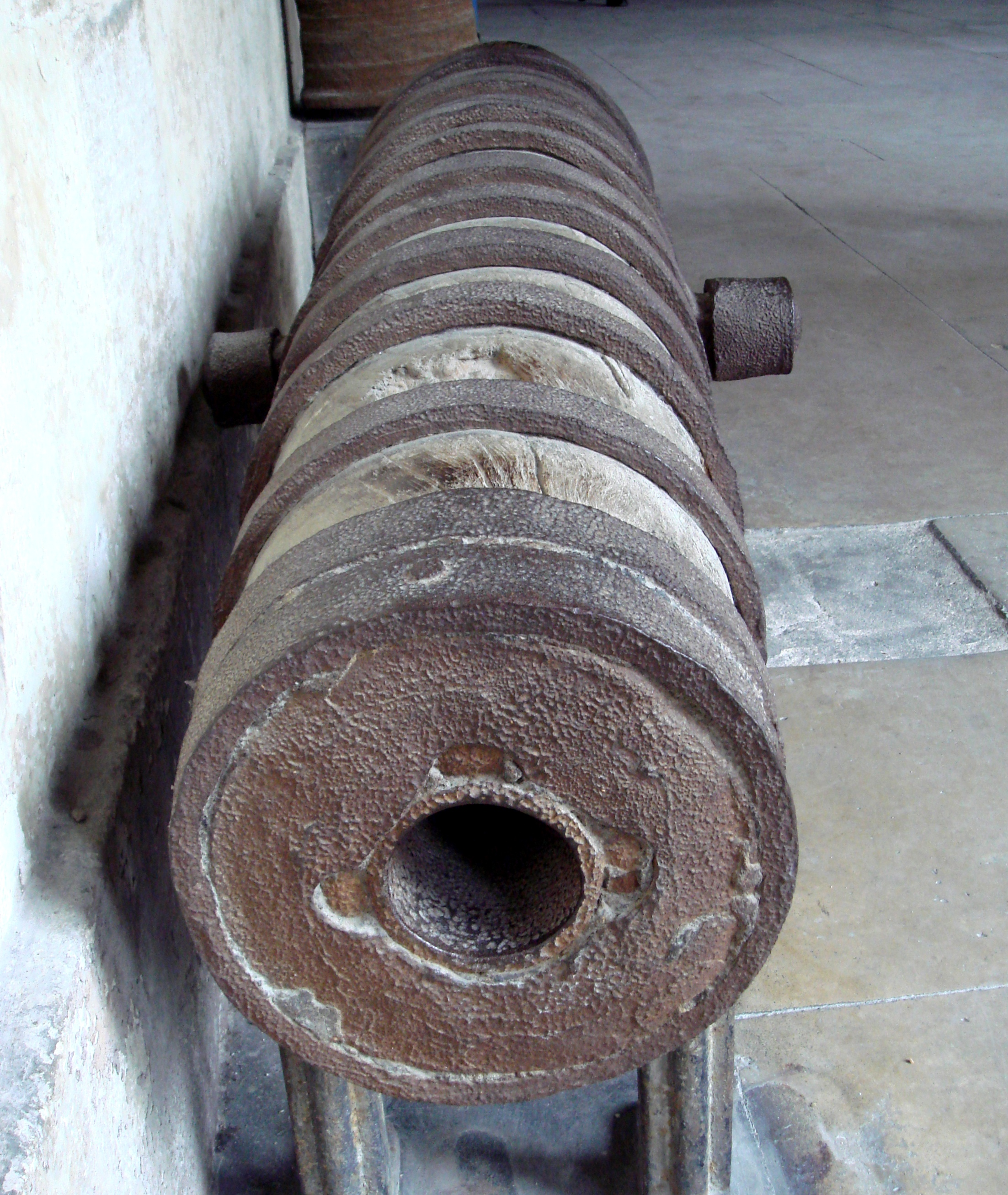
Dieselbe vietnamesische Kanone wie oben, Blick auf die Mündung. Es ist eine eiserne Ausfütterung der Bohrung erkennbar.

Die Beschaffenheit einer Holzkanone wird im Werk Vannoccio Biringuccios erwähnt. Diese Variante bestand aus zwei zusammengefügten Teilen Nussbaumholz, war mit Eisen ausgefüttert und von eisernen Reifen umgeben. Den aufständischen Bauern, die 1525 den Erzbischof Matthäus Lang von Wellenburg in Salzburg belagerten, soll nach Angaben einer Wittenberger Chronik von 1730 eine Holzkanone abgenommen worden sein. In einem Teilmuseum des Salzburger Museum Carolino Augusteum ist ein Exemplar zu finden, welches aus einem der österreichischen Bauernkriege erhalten geblieben sein soll. Während der französischen Revolutionskriege erbeutete die royalistische Armée de Condé bei der Eroberung des Lagers von Famars am 23. Mai 1793 hölzerne Kanonen der Republikaner, für die eine relativ detaillierte Beschreibung hinsichtlich der Konstruktion und Dauerhaftigkeit überliefert ist:
„Ihre Einrichtung war folgende: In den nach dem Kaliber ausgebohrten Stamm, wurde eine die Pulverladung fassende Büchse eingeschoben, welche von Gusseisen war und ein Zündloch enthielt. Diese ruhete auf einem Keil, den man nach dem Bedürfnisse eintrieb, damit die Büchse ganz fest sass und nicht hinten gegenschlagen, auch das Zündloch wieder gestimmt werden konnte. Ein Zündloch wurde nämlich durch das Holz bis zum Zündloch der eisernen Büchse durchgebohrt. Einige waren überdies mit Tauen umwickelt und durch einige eiserne Reifen haltbarer gemacht. Die Cartouche passte in die eiserne Büchse hinein, und die Kugel, die Kartätschen oder das gehackte Eisen kamen davor. Den damit angestellten Versuchen nach hielten diese Röhre ungefähr 20 Schuss ohne wesentliche Zerstörung aus. Der Armee wurden Bohrer und Büchsen auf Wagen nachgefahren.“
Eine Holzkanone, die wahrscheinlich um 1809 von Tiroler Bauern benutzt wurde, befindet sich im Germanischen Nationalmuseum in Nürnberg.
Um 1590 wurden in Japan Holzkanonen dazu benutzt, papierne Brandgeschosse, die Öl und Pulver enthielten, in hölzernen Burgen zu schießen, um sie in Brand zu setzen. Im japanischen Aizu wird eine Holzkanone aus der Edo-Zeit ausgestellt. Sie wurde vermutlich mit groben Schrotkugeln geladen und gegen Infanterie eingesetzt. In Asien wurden hölzerne Geschütze noch bis in die zweite Hälfte des 19. Jahrhunderts gebraucht.
Das Musée de l’Armée in Paris beherbergt ein Holzkanone aus Vietnam. Sie besteht aus zwei ausgehöhlten Hälften und wird durch Metallringe zusammengehalten. Die Seele (Bohrung) ist offenbar mit Metall ausgekleidet. Es ist allerdings nicht gesichert, ob die Kanone wiederholtes Schießen verkraften konnte.

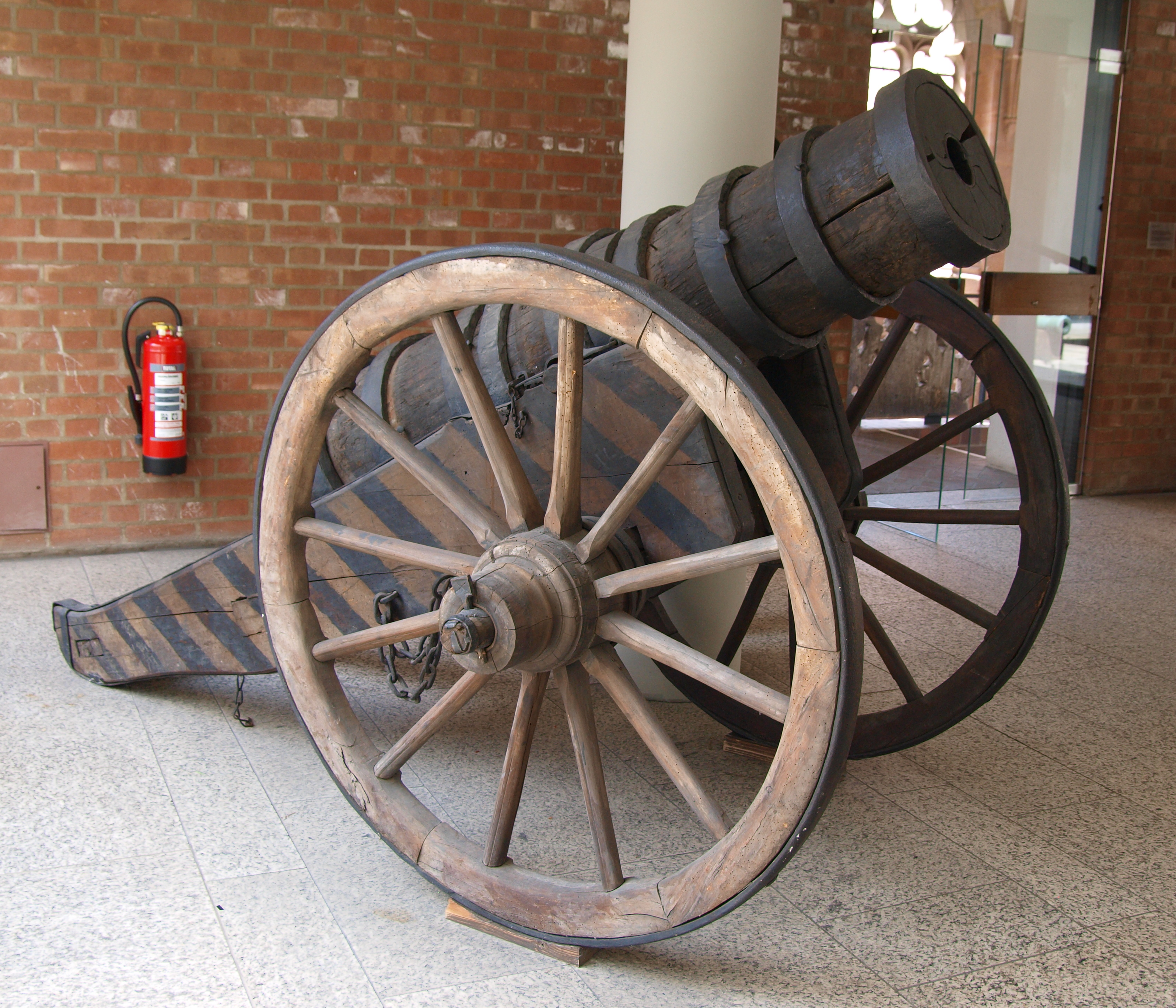
Holzkanone im Germanischen Nationalmuseum
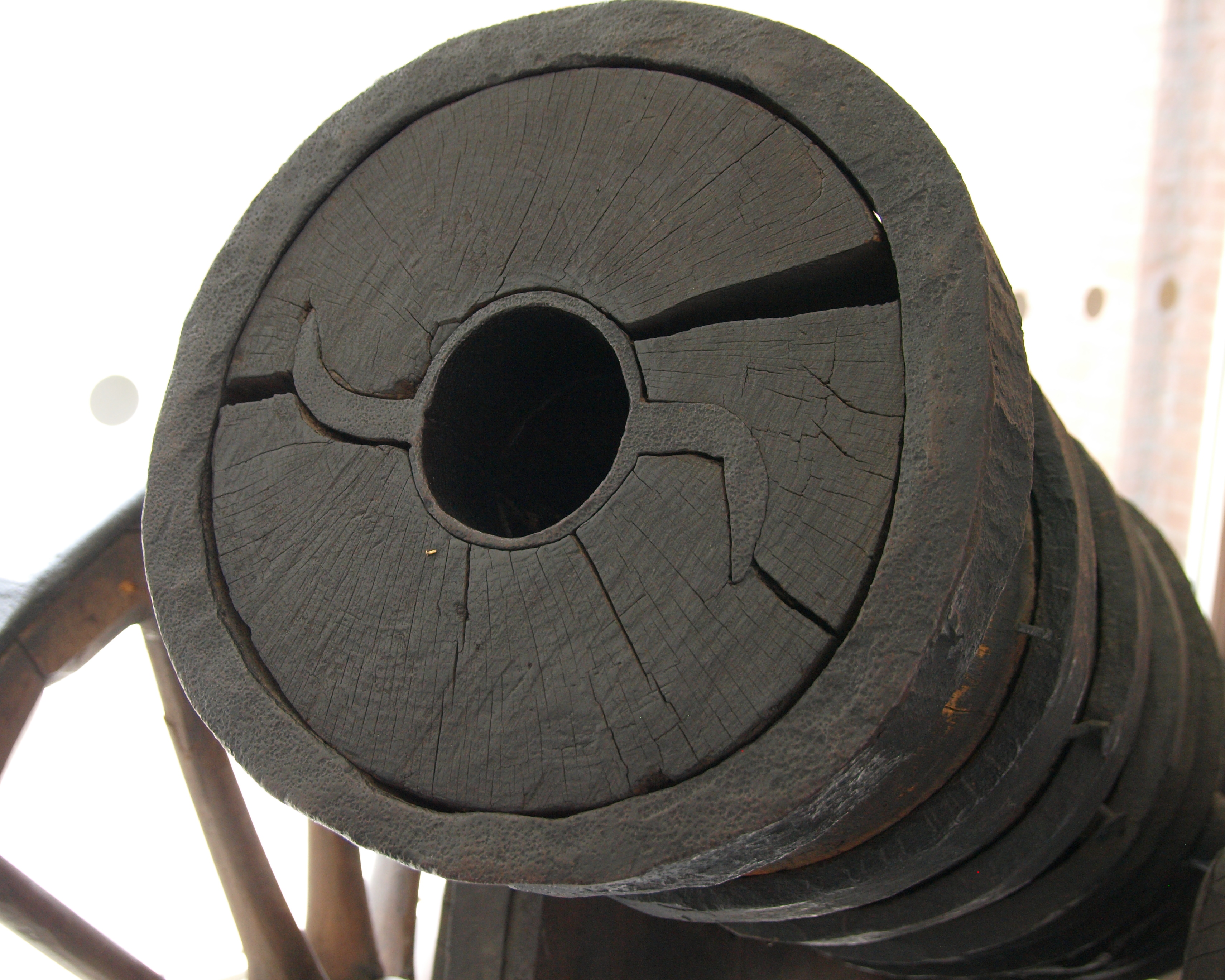
Mündung derselben

## Hölzerne Kanonen als Attrappen

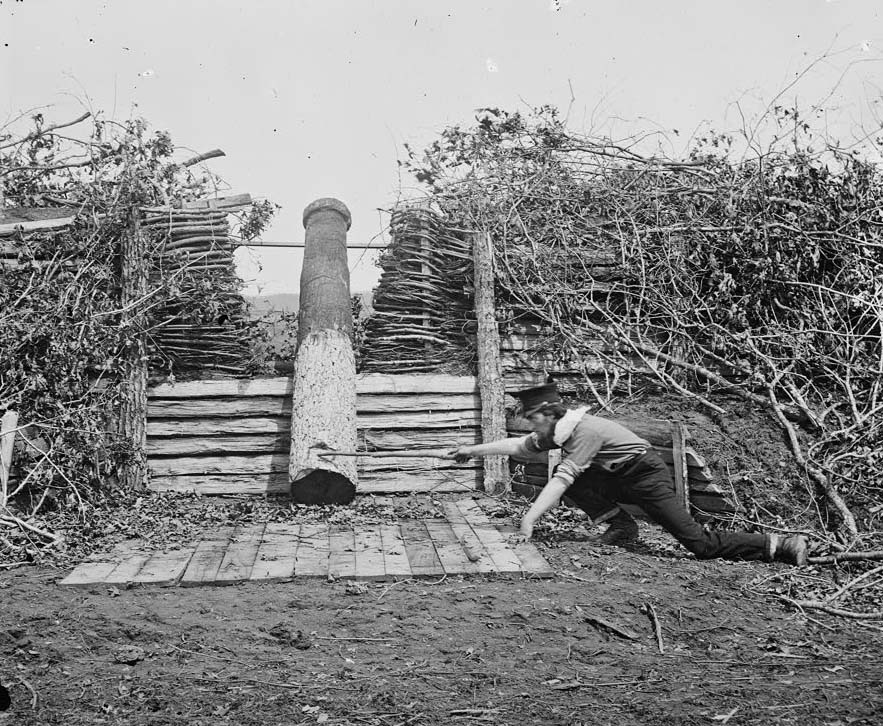
Kanonenattrappe aus dem amerikanischen Sezessionskrieg. Aufgenommen 1862 bei Centreville, Virginia, nach dem Abzug der Konföderierten.

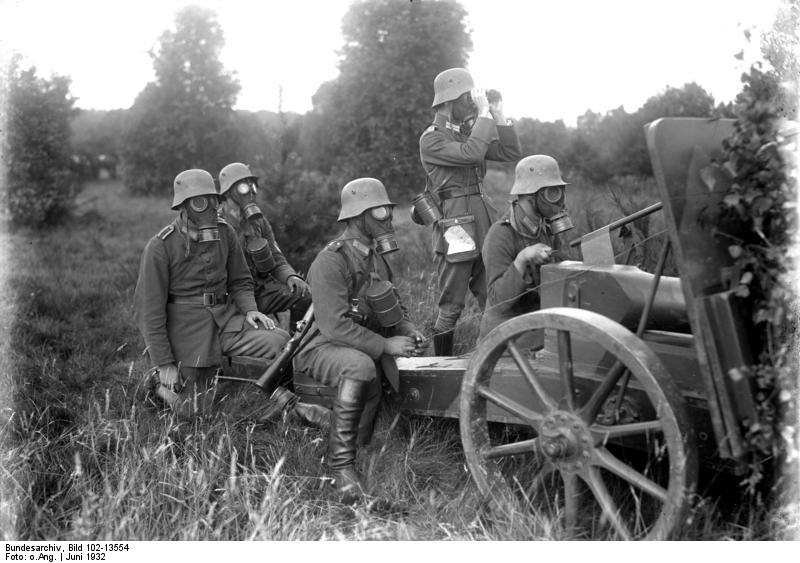
Übung von Soldaten der Reichswehr an einer hölzernen Geschützattrappe.

Die Funktion von Attrappen lag entweder in der Täuschung des Feindes über die eigene militärische Stärke oder als Hilfsmittel zur Ausbildung eigener Truppen. Die Kriegslist, hölzerne Kanonenattrappen zur Täuschung des Feindes zu benutzen, ist schon recht alt. Bei der Belagerung von Boulogne 1544 sollen durch die Engländer große hölzerne Kanonen in Stellung gebracht worden sein, die sogar den Anschein erweckten, als ob sie tatsächlich feuern könnten, weil an ihnen ein metallenes Rohr angebracht war, das den tatsächlichen „Schuss“ abgab. Nicht nur Belagerer, sondern auch Verteidiger gebrauchten Kanonenattrappen. Ein Beispiel aus dem amerikanischen Sezessionskrieg ist die Bestückung der Verteidigungsanlagen um Centreville, Virginia, mit sogenannten „Quaker Guns“ durch die Konföderierten 1862. Während der Eindruck erweckt werden sollte, dass die Werke noch immer besetzt waren, zogen sich die Konföderierten tatsächlich zurück. Auch in der Seefahrt war diese Art der Täuschung gebräuchlich. An Bordwänden von Handelsschiffen des 18. und 19. Jahrhunderts wurden gelegentlich Kanonenattrappen angebracht, die Kaperschiffen eine stärkere Bewaffnung vortäuschen sollten, als tatsächlich vorhanden war. Der gleiche Zweck wurde mit falschen Stückpforten verfolgt. Bei Flugzeugen wurden manchmal zur Gewichtsersparnis die Maschinengewehre durch Holzattrappen ersetzt, so z. B. beim Doolittle Raid 1942.
Im Gegensatz zu den vorstehenden Beispielen von Kriegslisten sind für Übungszwecke angefertigte Geschützattrappen dazu gedacht, das Fehlen von echten Waffen in der Ausbildung zu ersetzen. Da beispielsweise der Reichswehr aufgrund der Bestimmungen des Versailler Vertrages in den 1920er und frühen 1930er Jahren der Besitz vieler moderner Waffen untersagt war, fand die Ausbildung an Attrappen statt.